# Albidella oligococca
Albidella oligococca, vrsta vodene jednosupnice iz porodice žabočunovki. Raste na Malim sundskim otocima i u australskoj državi Queensland. Helofit.

## Sinonimi
- Alisma aphylla Steud., nom. nud.
- Alisma apetalum Buch.-Ham. ex Micheli
- Alisma oligococcum F.Muell.
- Caldesia oligococca (F.Muell.) Buchenau